# Lesedi La Rona
Der Lesedi La Rona (deutsch „Unser Licht“) war einer der größten Rohdiamanten.
Der Lesedi La Rona war ungefähr so groß wie ein Tennisball und besaß die Abmessungen 65 mm × 56 mm × 40 mm. Sein Gewicht betrug 1109 Karat (221,8 g) und er war vom Typ IIa, der für besonders hohe Qualität steht und nur bei etwa 1 bis 2 % der Naturdiamanten vorkommt. Sein Alter wurde auf 2,5 bis 3 Milliarden Jahre geschätzt.
Der Diamant wurde am 16. November 2015 in der Karowe-Mine in Botswana entdeckt. Die Mine gehört dem kanadischen Bergbau-Unternehmen Lucara Diamond, das den Fund zunächst mit 1111 Karat bezifferte. Der gereinigte, später zum Verkauf angebotene Stein besaß dann 1109 Karat.
Anfang 2016 schrieb Lucara Diamond einen Wettbewerb zur Benennung des Diamanten aus, der mit einem Preisgeld von 25.000 Pula dotiert war und an dem sich alle Bürger Botswanas beteiligen konnten. Als Name wurde dann Lesedi La Rona ausgewählt. Die Bezeichnung entstammt der Bantusprache Setswana, die von etwa 90 % der Bevölkerungs Botswanas gesprochen wird und übersetzt sich ins Deutsche als „Unser Licht“.
Lucara Diamond plante den Diamanten im Juni 2016 beim Londoner Auktionshaus Sotheby’s mit einem Mindestgebot von 70 Millionen Dollar (63 Millionen Euro) öffentlich zu versteigern, was in der Branche Aufsehen erregte, da eine öffentliche Versteigerung von Rohdiamanten unüblich war. Die Auktion scheiterte jedoch, da niemand das Mindestgebot aufbringen wollte. Nach einjährigen Verhandlungen einigte sich Lucara Diamond dann schließlich mit dem Juwelier Laurence Graff auf einen Kaufpreis von 53 Millionen Dollar (45 Millionen Euro).
Im April 2019 stellte Graff dann den Graff Lesedi La Rona vor, der mit 302,37 Karat der größte aus dem Rohdiamanten erstellte und geschliffenen Diamant ist. Darüber hinaus wurden aus dem Rohdiamanten 66 weitere kleinere geschliffene Diamanten erstellt.